# Bonchester
Der Bonchester ist ein moderner, unpasteurisierter weicher weißer Kuhmilchkäse aus Schottland. Er hat eine runde Form und eine weiche weiße Rinde. Er wurde von John und Christian Curtis auf ihrer eigenen Farm erfunden. Die Kühe werden dafür nur von März bis Dezember gemolken. Diese Milch gibt ihm seine tiefbuttergelbe Farbe und seine samtige Struktur. Wenn man ihn „under age“ anschneidet, dann ist die quarkige Masse kreideweiß. Es dauert einige Wochen, bis die Konsistenz weicher wird und eine vanillesoßenartige Konsistenz erreicht. Die Farbe wird intensiver und der Geschmack rundet sich ab. Die Rinde schmeckt eine Spur nach Champignons und das Innere hat einen frischen grasigen Geschmack. Der Käse reift in vier bis acht Wochen und enthält ungefähr 48 % Fett.
Bonchester hat bereits die Bronzemedaille der British Cheese Awards gewonnen und war der Gewinner der Royal Highland Show.
Bonchester ist seit 1996 eine geschützte Ursprungsbezeichnung.